# Heroes of Might and Magic IV
Heroes of Might and Magic IV (в русской локализации — «Герои меча и магии IV») — фэнтезийная компьютерная игра в жанре пошаговой стратегии с элементами RPG, четвёртая часть серии Heroes of Might and Magic. Как и предыдущие игры серии, Heroes of Might and Magic IV была разработана компанией New World Computing и издана The 3DO Company в 2002 году. Издателем игры в России является компания «Бука», выпустившая её как в русском переводе, так и оригинальную англоязычную версию.
Heroes IV сильно отличается от своих предшественниц. В четвёртой части был использован новый изометрический графический движок, благодаря которому персонажи и элементы игрового мира выглядят как трёхмерные модели, в то время как графика игры по-прежнему остаётся двухмерной. Значительным изменением в геймплее Heroes IV является личное участие героя в битве, и, как следствие, возможность простых воинов передвигаться по игровому миру без героя — равно как и герою без его войск. Как и в большинстве игр серии, в Heroes IV можно играть как против искусственного интеллекта, так и против живых игроков, по сети или за одним компьютером в режиме hotseat. Поставляемый вместе с игрой редактор карт позволяет игрокам создавать собственные карты или целые кампании.
К Heroes of Might and Magic IV были выпущены два дополнения — The Gathering Storm (2002) и Winds of War (2003), включающих новые карты, кампании и элементы игрового процесса. После второго дополнения Heroes IV стала последней игрой серии, разработанной New World Computing. После банкротства компании-издателя 3DO все авторские права на вселенную Might and Magic были проданы французской компании Ubisoft, а разработку Heroes of Might and Magic V переняла компания Nival Interactive.

## Введение в игровой процесс
При всех своих радикальных изменениях игровой процесс Heroes of Might and Magic IV в основном остался таким же, как и в предыдущих частях серии. Большинство действий игрока происходит на карте приключений, где армии, состоящие из героев и отрядов существ, путешествуют по разным землям, развивая своё мастерство, захватывая сокровища, такие как ресурсы или артефакты, и посещая множество различных объектов. Одной из главных составляющих игрового процесса являются города — основные источники ресурсов и войск. Используя всё это, игрок сражается со своим противником, побеждая его армии из героев и существ и захватывая его города. Сражения между двумя армиями происходят на экране боя, сменяющим экран карты приключений. Для действий игрока внутри города экран карты приключений переключается на экран города.
Поскольку Heroes IV, как и все игры этой серии, является пошаговой стратегией, в её геймплее присутствует такое понятие как ход или игровой день. Практически, день может длиться неограниченно, пока игрок распоряжается свободой своих действий. Истратив все единицы передвижения (запас хода, иначе говоря), герои и существа игрока больше не могут передвигаться в текущем ходу. В городах можно строить только по одному зданию в день. Так, когда все возможные действия будут выполнены, игроку остаётся закончить ход (хотя сделать это можно и в любой другой момент, по желанию) и предоставить очередь ходить другим игрокам. После завершения их хода начинается новый игровой день и единицы передвижения армий возобновляются, а в городе можно вновь что-нибудь построить. Игровые дни складываются в недели (одна неделя — семь дней) и месяцы (четыре недели). На экране боя сражения также проходят в пошаговом принципе, в зависимости от приоритета передвижения войска или героя.

## Игровой мир

### Карта приключений

Карта приключений — основной экран игрового процесса Heroes IV. В верхнем левом углу расположена Академия — город фракции Порядка (из обучающей миссии).

Многие из объектов на карте приключений являются непроходимыми для армий — в основном, это различные деревья, горы, камни. Таким образом, игровой процесс включает в себя поиск новых и обходных путей на карте, среди которых могут быть сложные и не очевидные дороги к нужным территориям. Благодаря этому прохождение сценария становится нелинейным. В наиболее узких проходах на карте игроку чаще всего приходится сражаться с нейтральными армиями или с армиями другого игрока.
Карта приключений может состоять из множества внешне различных видов ландшафта, которые влияют на параметры передвижения армий. Трава, например, как и большинство других типов земли, требует только одну единицу передвижения, а болото — уже две. Тем не менее, для каждой игровой расы есть понятие родной земли, что придает существам этой расы бонус к передвижению на своей определённой местности. Поверх игровых ландшафтов могут пролегать дороги, облегчающие армиям передвижение. Для повышения скорости хода существует множество разных артефактов и объектов на карте. Среди прочих типов земли на карте есть водные пространства, которые могут быть как мелкими реками, так и обширными морями. Если армии способны пройти небольшие реки шириной в одну клетку, то для путешествия по большим водным территориям необходим корабль. Корабли покупаются в верфи, которая может быть возведена в любом городе, расположенном на берегу. Верфь можно найти и вне городов, на карте, вне города, но также на побережье. На посадку и высадку с корабля армии расходуют все свои единицы передвижения.
На картах может присутствовать подземный уровень — практически, копия самой карты (называемой, в данном случае, поверхностным уровнем), где ведётся абсолютно такой же игровой процесс. Армии игроков путешествуют между подземельем и поверхностью с помощью врат подземного мира; порталы также могут связывать два уровня. Следуя задумке разработчиков, подземный уровень чаще всего подразумевает собой сплошную скалистую породу, иссеченную коридорами пещер, однако с творческим подходом при создании карты из него можно сделать «другой мир» или «другие земли», заполнив всё водными пространствами и материками.
На данный момент Heroes IV — единственная игра серии Heroes of Might and Magic, в которой, помимо неразведанной территории на карте приключений, присутствует туман войны. С туманом войны разведанная игроком территория может оставаться полностью наблюдаемой, только если какая-либо армия игрока не покинула её или рядом с ней находится союзное строение. В противном случае, открытая земля покроется туманом войны, через который нельзя будет наблюдать за передвижениями вражеских войск. Туман войны, однако, позволяет понять, что противник захватил жилище существ и шахту, или кто-то забрал лежащие на карте сокровища.

### Ресурсы
В серии Heroes of Might and Magic одним из важнейших элементов являются ресурсы, представляющие экономическую сторону игрового процесса. Как и в предыдущих играх, в Heroes IV используется семь разновидностей ресурсов:
- Золото — основной ресурс, необходимый для строительства города и найма войск;
- Древесина и руда — вторые по ценности ресурсы, без которых не обходится почти ни одно строительство в городе;
- Ртуть, сера, кристаллы и самоцветы — более редкие ресурсы, нужные для строительства особых зданий. Каждый из шести городов отдаёт основное предпочтение одному из этих ресурсов, и особенно это связано с ценой для найма существ четвёртого уровня.

Города, которыми владеет игрок, чаще всего являются основным ежедневным источником дохода. Один отстроенный город максимум даёт 1000 единиц золота в день; здания, приносящие в казну другие виды ресурсов, в отличие от предыдущей части в Heroes IV отсутствуют. Существенно увеличивает доход особая постройка в городе, уникальная для каждой фракции, возвести которую можно лишь имея особый артефакт — Грааль. Основным генератором ресурсов на карте приключений являются шахты, которые игрок может брать под свой контроль. Золотая шахта приносит по 1000 золота в день, шахта руды и лесопилка дают 2 единицы руды и дерева, другие источники — карьер серы, кристальная шахта, шахта самоцветов, лаборатория алхимика — приносят по 1-й единице соответствующего им ресурса. За определённую плату игрок может сам строить шахты из заготовок, вроде залежей руды или золотой жилы. Встречаются также и здания на карте, приносящие некоторое количество ресурсов еженедельно; например, мельница или кристальная заводь. По сравнению с предыдущей частью, в Heroes IV такие еженедельные генераторы ресурсов не нуждаются в посещении каждую неделю, чтобы забрать добытые ресурсы: захваченные генераторы будут сами передавать их в казну игрока в начале новой недели.
Ресурсы могут бесхозными кучками лежать на карте приключений или содержаться под охраной существ в разных хранилищах. Дополнительную ежедневную прибыль приносят навыки героя «Казначей» и «Горняк». Ряд артефактов в игре тоже является источником ресурсов: они могут также приносить ежедневно какую-то прибыль. Если в армии героя присутствуют крестьяне, каждый из них будет ежедневно вносить в казну по одной единице золота.

### Магия

Книга заклинаний Heroes IV.

В Heroes IV магия делится на пять школ, соответствующих пяти игровым расам, которые изучают эти школы. Раса Силы, презирающая волшебство во всех его проявлениях, не владеет собственной магической школой, хотя её герои тоже имеют возможность изучать магию. У каждой школы магии есть подчёркнутая сфера применения своих заклинаний:
- Магия Жизни — заклинания исцеления, защиты и заклинания, противостоящие расе Смерти. Эта школа является единственной, чьи заклинания позволяют восстанавливать здоровье юнитов и героев (в том числе избавлять от проклятий типа «Яд» или «Чума»).
- Магия Смерти — изучает проклятия, воскрешение живых мертвецов из павших воинов и магию против живых существ.
- Магия Порядка — позволяет насылать заклинания, воздействующие на разум. К этой же школе относится большинство обособленных заклинаний, таких как «Полёт», «Телепортация» (используемые на поле боя) или «Врата города» (применяемое на карте приключений и в бою), также присутствует два ударных заклинания («Волшебный кулак» и «Ледяная стрела») и два заклинания вызова существ («Сотворить иллюзию» и «Фантом»).
- Магия Хаоса — содержит, в основном, боевые заклинания прямого урона, наносящие врагам различной степени повреждения. Множество этих заклинаний связано с огненной стихией.
- Магия Природы — большинство заклинаний этой школы даёт возможность призывать на поле боя отряды разных существ, относящихся к расе Природы.

У каждой школы существуют как достаточно простые, так и весьма мощные заклинания, требующие разное количество очков магии. Многие простые заклинания в бою могут быть нацелены только на одну определенную цель, но есть и те, что действуют на все дружеские или вражеские армии.

#### Сражение
Как и в предыдущих версиях «Героев», сражение происходит в обособленном от карты мира окне сражения: поле боя генерируется в зависимости от ландшафта карты приключений, где армии атакующей и обороняющейся сторон расположены на противоположных сторонах поля боя. Герои и их отряды поочередно выполняют те или иные действия в бою. Впервые в этой серии очередность хода существ определяется не их скоростью, а отдельным параметром — инициативой. Также на очередность влияют эффекты боевого духа. Поле боя, как и раньше, может содержать различные препятствия, усложняющие движение пеших юнитов. Механика боя в HOMM-IV имеет принципиальное отличие от всех предыдущих версий — контрудар. Суть его в том, что атакуемый в ближнем бою отряд наносит ответный удар одновременно с вражеской атакой, а не после нее. Также и стрелки контратакуют выстрелом в ответ на стрелковую атаку. В каждом игровом раунде каждое существо способно нанести лишь один контрудар. Боевые особенности некоторых существ позволяют им или вообще не получать контрудар, или получать контрудар уже после их атаки, или наносить контрудар в ответ на любую атаку врага в течение хода. Эти факторы усложняют тактику боя.

#### Изучение заклинаний
По своей мощности, все заклинания разделены на пять уровней или кругов. Чтобы герои могли изучать заклинания, им нужно владеть магическими навыками соответствующего круга, включая заклинания начального первого уровня. Большинство заклинаний герои могут изучать в строении под названием гильдия магов, которая возводится и улучшается во всех городах, за исключением города фракции Силы. В гильдии магов содержатся заклинания той школы, которая соответствует данному типу города. Кроме того, в каждом городе можно построить две дополнительных библиотеки с заклинаниями других школ. На карте приключений заклинания можно получить, посетив специальные строения на карте — магические святыни различных уровней. Другой способ изучения заклинаний — подборка героем пергаментов с заклинаниями, которые он может выучить (опять же, при том условии, что у него есть необходимый для этого навык), или нахождение свитков с заклинаниями, которые не требуют от героя никаких умений, но должны постоянно оставаться у него в руке для возможности их сотворения. Существует ряд артефактов, таких, как жезлы, которые дают герою возможность колдовать определённое заклинание, невзирая на его магические навыки. Особенность таких артефактов заключается и в том, что у них есть собственный запас магической энергии.
В игре есть пять особых заклятий для вызова на поле боя разных созданий фракции Смерти. Никакими вышеизложенными путями получить эти заклятия нельзя. Чтобы изучать их, герой должен одновременно развивать в себе «Демонологию» (ветвь навыка «Магии Смерти») и «Магию Природы». Некоторые заклинания не могут быть изучены героем и применяются только определёнными существами. Такими являются, например, заклинание «Перерождение» у фениксов или «Террор» у кошмаров.

### Артефакты
Неотъемлемой частью всех игр серии Heroes of Might and Magic являются артефакты — особые предметы в виде оружия и различных вещей, которые герой может носить на себе, усиливая свои навыки и характеристики или получая определённые преимущества в игре. Артефакты распределены по слотам, в зависимости от места их ношения на «теле» героя: по одному предмету носится на голове (шлемы, головные уборы), шее (ожерелья, амулеты), туловище (доспехи), ногах (обувь) и плечах (плащи), по два предмета — в руках (оружие, щиты, книги) и на пальцах (кольца). Отдельный слот присутствует для стрелкового оружия, а для некоторых других артефактов выделено четыре места в кармане героя. Поскольку отличием четвёртой части является возможность героев и существ действовать отдельно друг от друга, влияние артефактов распространяется либо на носящего его героя, либо на всю армию, в состав которой этот герой входит. Артефакты, влияющие одновременно на героя и на армию тоже встречаются, но гораздо реже. Существуют и артефакты, не связанные с характеристиками героев и существ — например, Повозка с Деревом, ежедневно приносящая древесину в казну игрока.
По своей мощности артефакты классифицированы на следующие типы: предметы, зелья, сокровища, не очень ценные, ценные и реликвии. Артефакты-предметы являются совершенно обычными вещами — доспехами, мечами, посохами, которые герой может купить в кузнице, чтобы, будучи не сильно развитым в начале игры, быть достаточно защищённым и вооружённым в битве. Зелья также продаются в кузнице. Действия зелий схожи с заклинаниями, при этом они не требуют от героя никаких магических навыков. Используя одну склянку какого-либо зелья, герой может повлиять на собственные параметры (восполнить здоровье, увеличить защиту, сопротивление магии и т. д.); есть зелья, которые герой может бросать во вражеские отряды, нанося им урон или ослабляя их. Несколько зелий используются на карте приключений, например, Зелье Выносливости, увеличивающее очки передвижения армии.

#### Реликвии и Грааль
Артефакты самого высокого типа — реликвии — отличаются от других не только мощью, но и своей редкостью. В отличие от остальных классов, они не генерируются случайным образом под охраной нейтральных существ при загрузке карты и не могут быть найденными в сокровищницах. В связи с этим, если создатель карты хочет, чтобы определённый артефакт-реликвия был доступен в игре, ему необходимо заранее самостоятельно поместить его на карту (то же касается и артефактов, добавленных в The Gathering Storm). По умолчанию, артефакты-реликвии являются закопанными сокровищами, которые игроки могут обнаружить при помощи специальных строений на карте — оракулов. Каждый оракул, в зависимости от их общего числа, открывает игроку определённый фрагмент головоломки, которая указывает место на карте, где лежит клад. На раскопки герой тратит полный запас хода. Оракулы могут различаться по цветам, и у каждой группы оракулов одного цвета имеется своя головоломка, поэтому на карте может присутствовать сразу несколько мест с зарытыми сокровищами.
Путём посещения оракулов можно выкопать особый артефакт Грааль, появившийся в предыдущей игре Heroes of Might and Magic III. Сам по себе Грааль не даёт армии игрока ничего: применение этого артефакта заключается в том, чтобы принести его в любой из городов, где в честь него будет построено здание, дающее дополнительные бонусы городу и, соответственно, игроку. Здание Грааля, независимо от типа города, где оно было возведено, ежедневно прибавляет в казну игрока 3000 золота. В остальном же здание Грааля даёт разные преимущества всем шести типам городов. Например, здание Грааля под названием Лик Ада в городе Некрополис повышает силу заклинаний Магии Смерти и мастерство «Некромантии».

## Герои

Окно просмотра характеристик, армии и артефактов героя.

### Навыки
В Heroes of Might and Magic IV есть девять основных навыков, повышающих силу героя и предоставляющих ему новые возможности. У каждого из основных навыков есть ветви и три вторичных навыка, также улучшающие способности героя.
- «Тактика» и её вторичные навыки влияют исключительно на существ в армии героя, улучшая их атаку, защиту, скорость и дальность передвижения, а также удачу и мораль дружественных отрядов.
- «Ратное дело» — специальный навык для героя, который увеличивает его защиту, атаку, возможность стрелковой атаки и сопротивление любым направленным на него заклинаниям. При максимуме прокачки игрок получает возможность двух стрелковых или двух ближних атак на время своего хода, а также полную сопротивляемость любой магии.
- «Разведка» — увеличивает кругозор героя сквозь туман войны (с возможностью предсказать исход боя и узнать артефакты вражеских героев), повышает длительность путешествия на суше и на воде (на воде навыки действуют также, как навыки ветви «Тактика»), позволяет избегать сражения при опасной близости к врагу на карте приключений.
- «Благородство» — увеличивает прирост существ в одном из городов (путём выбора героя губернатором города), приносит ежедневно золото и другие ресурсы, позволяет перенимать за плату часть встречных вражеских существ.
- «Магия Жизни», «Магия Смерти», «Магия Порядка», «Магия Хаоса» и «Магия Природы» — магические навыки позволяют героям изучать соответствующие школы магии. Два вторичных навыка, именуемые у каждой школы по-разному, дают одинаковые эффекты: увеличение очков магии героя и скорости их восстановления и увеличение эффективности заклинаний определённой школы. Третий второстепенный навык различен для каждой школы и, можно сказать, подчёркивает её смысл. Например, навык «Воскрешение» у «Магии Жизни» позволяет после боя воскрешать часть погибшей армии героя, а «Ворожба», производная от «Магии Хаоса», усиливает урон от заклинаний любой школы магии. «Магия Смерти» даёт возможность изучать «Некромантию» — традиционную способность сил смерти, позволяющую поднимать нежить из поверженных в бою врагов.

Герой получает возможность улучшить один из двух навыков или изучить новый по мере перехода на следующий уровень опыта. Но, кроме этого, на карте приключений есть достаточно много разных строений, повышающих какой-либо из навыков. Навыки взаимосвязаны, и ветвь вторичных навыков необходимо постепенно развивать, чтобы улучшить основной. Например, основной навык «Тактика» 1-й ступени даёт возможность улучшить вторичный навык «Атаки» до 2-й ступени, а «Атака» 2-й ступени, в свою очередь, вместе с другими вторичными навыками требуется для повышения «Тактики» до 4-й ступени. Максимальная ступень развития любого навыка — 5, но максимальное количество навыков, которые может выучить герой, ограничено пятью.
Развив два наиболее сильных основных навыка, герой переходит в один из 37 расширенных классов (исключая класс «архимаг», для которого нужно развивать не меньше трёх магических школ). Если у героя имеется более двух навыков, то класс будет выбираться исходя из самых развитых. Расширенные классы предоставляют герою два преимущества: частую возможность улучшать навыки, относящиеся к этому классу (при переходе на новый уровень опыта), и дополнительные возможности, которые можно назвать специальностью героя. Например, герои класса «архимаг» получают 20 % к эффектам от всех заклинаний. Особо выделяется класс демонологов, изучающих одновременно «Магию Природы» и «Магию Смерти»: только им становятся доступны заклинания для вызова демонов.

## Города и расы

### Взаимодействие рас
Игровые расы или фракции в Heroes of Might and Magic IV разделены более чётко, чем в предыдущих играх серии. Всего в игре шесть рас, это же относится к шести доступным в игре типам городов, каждый из которых, вместе с обитающими в нём существами, принадлежит определённой расе. К расам относятся не только создания из городов, но и те, что обитают вне их стен, в собственных жилищах на карте приключений. От разделения на расы существ и героев зависят несколько существенных факторов. Таковыми, например, являются родные земли этих рас, по которым существо какой-либо фракции получает бонусы к передвижению, а существо другой — нет. Множество заклинаний, произносимых в бою, могут положительно или отрицательно влиять на существ конкретной фракции.
Большое влияние на игровой процесс оказывает взаимодействие рас. Армия по-прежнему получает +1 к морали, если в неё входят существа и герои только одной определённой расы. Каждая раса лояльна к определённым двум другим фракциям больше, чем к остальным. Это, например, связано с дополнительными героями и магией, которые доступны в городе конкретной расы (как Природы и Порядка в городе Жизни). Поэтому, если в армии игрока присутствуют существа или герои двух разных фракций, лояльных друг к другу, то штраф в морали составит только −1. Если расы не являются «соседними» (например, Смерть и Природа), то штраф составит −3. При наличии в армии существ смешанных мировоззрений ситуация становится ещё сложнее. Так, например, если в армию входят существа Жизни, Природы и Порядка, то существа Жизни получат штраф к морали −2 (за связь с двумя «соседними» расами), а Природа и Порядок −4 (за связь с одной «соседней» и одной «несоседней» расой). Раса Силы, обособленная от других, всегда даёт и получает штраф в −2 к морали.

### Застройка городов

Окно полностью отстроенного Заповедника — города расы Природы. Внешний вид экрана города может меняться в зависимости от того, на каком ландшафте расположен этот город на карте приключений.

В четвёртой части кардинально изменился процесс застройки городов. Это, в первую очередь, касается жилищ существ. В игре все существа делятся на четыре уровня. Для найма существ в городах доступно 8 построек-жилищ: по два строения для вербовки воинов каждого уровня. Но построить можно только 5. Жилища 1-го уровня можно строить оба, а из двух строений жилищ других уровней нужно выбирать только одно. Например, если в городе типа Пристанище игрок строит Чёрный лес, где нанимаются кошмары (демонические кони), то другое строение этого же уровня — Кратер вулкана, являющийся жилищем ифритов — станет недоступным для строительства. Ифриты и кошмары обладают разными индивидуальными способностями и требуют разное количество ресурсов для найма, поэтому игроку предстоит подумать, кто из них больше подойдёт для его армии. В отличие от Heroes II, Heroes III, и Heroes V‒VII, существа из четвёртой части и их дома не могут быть улучшены.
Фортификационные сооружения, улучшаемые от Форта до Цитадели и Замка, не увеличивают прирост существ, как это было в третьей части, а лишь улучшают укрепление замка. Если армия без летающих воинов, которые могут перелетать стены, штурмует город с построенным в нём фортификационным сооружением, ей необходимо разрушить врата, чтобы пройти за стены. Сами стены, защищающие гарнизонную армию от стрелковых атак, сломать нельзя, ввиду отсутствия в игре специализированных катапульт и других боевых машин (они присутствуют в Heroes IV в качестве отдельных воинов). Цитадель заполняет ров, зашедшие в который становятся более уязвимыми. Замок добавляет башни, на которые можно поставить стрелков, чтобы они наносили больший урон. Башни добавляют бонус к защите стоящего на ней воина, однако он становится видимой мишенью для стрелков.
Сама магия, в то же время, разбита на пять школ, присущих изначально каждой из пяти рас — по такому принципу, Гильдия магов содержит заклинания, соответствующие типу данного города. Исключение составляет раса Силы: варвары, которые относятся к ней, полностью презирают магию. В городах Крепости отсутствует Гильдия магов, но, в свою очередь, есть здание Поглотитель магии, увеличивающее сопротивляемость магии союзных героев, а также строения, улучшающие немагические элементы игры — например, Загоны увеличивает прирост всех существ в городе на 50 %. Кроме того, в каждом городе с Гильдией Магов можно построить два сооружения, дающих доступ к меньшему количеству заклинаний «соседней» расы. К примеру, в замке Жизни — это Магия Природы и Магия Порядка, в замке Хаоса — Магия Природы и Магия Смерти. В таверне теперь можно нанимать героев шести типов: двух типов расы, принадлежащей городу («воин» и «маг» соответствующей направленности) и двух типов каждой из «соседней» рас. Исключение составляет замок Силы, не имеющий героев-магов (хотя герои Силы могут изучать магию без ограничений) — в таверне этого города можно нанимать героев-воинов всех шести фракций.
- Караваны. Совершенно новым элементом игры являются караваны, созданные для удобства транспортировки армий. Для создания караванов в городе строится Караван-сарай. Через него можно нанять существ из захваченного жилища на карте, которые автоматически будут направлены в данный город. Караваны можно создавать и между городами, но для этого необходимо, чтобы в этих городах присутствовали Караван-сараи. Сами караваны в процессе их путешествия увидеть на карте нельзя. Передвижение каравана составляет 30 единиц в день. Караван нельзя отправить, если на момент отправления путь загорожен врагом.
- Тюрьма служит для пленения вражеских героев, которых игрок победил в бою. Побеждённые вражеские герои помещаются в Тюрьму ближайшего от места битвы города (конечно, принадлежащего непосредственно игроку-победителю). При захвате этого города врагом все заключённые герои дружественных войск освобождаются. Переманить вражеских героев на свою сторону нельзя.
- Кузница. В Heroes IV Кузница представляет собой торговую лавку, где можно приобрести простые артефакты класса «Предмет» (например, Двуручный меч или Кольчугу), а также разнообразные зелья. Представленный в Кузнице товар неограничен.

## Сюжет

### Введение
Сюжет Heroes of Might and Magic IV начинается с крушения мира Энрот — места действия предыдущих игр серии. В кампании Heroes Chronicles: The Sword of Frost эльфийский герой Джелу, владеющий могущественным артефактом Клинок Армагеддона, пытался найти и уничтожить другой меч — Ледяной Клинок, поскольку, согласно древнему пророчеству, сближение двух этих артефактов предзнаменовало конец света. Но в последний момент Ледяной Клинок был украден тираническим королём варваров Килгором. В открывающем видеоролике Heroes IV рассказывается, как посреди битвы между эльфами и варварами Джелу встречается один на один с Килгором. Ледяной Клинок и Клинок Армагеддона скрещиваются, что вызывает ослепляющую магическую вспышку, и весь Энрот накрывает огромная взрывная волна, стремительно разрушая его. Этот уничтоживший целый мир катаклизм получил название Расплата (англ. Reckoning). Однако, в то же время по всему гибнущему Энроту внезапно открываются магические порталы, через которые множество людей и других существ смогли сбежать в новый неизведанный мир — Аксеот (англ. Axeoth), где и разворачивается сюжет Heroes IV.

### Кампании
В игре с самого начала доступно шесть кампаний, каждая из которых рассказывает о пришедшем из Энрота в Аксеот персонаже и о том, как он заново строил свою жизнь и образовывал королевства в этом новом мире. В идейном отношении к Расплате ближе всех соответствует сюжет кампании «Цена мира». Каждая кампания подразумевает игру за одну из шести игровых рас. Четыре кампании состоят из 5-и сценариев; кампания «Цена мира» длиннее остальных и состоит из 8-и сценариев, в то время как самой маленькой является кампания «Былое величие», где сценариев всего 4.
- «Истинный клинок» (англ. The True Blade). Кампания повествует о лорде Лисандере, который смог собрать остатки королевства Эрафия, погибшего в день Расплаты, и создать новое королевство — Палаэдра. Вскоре появляется некий рыцарь сэр Вортон и объявляет себя претендентом на трон Палаэдры: в доказательство своих слов на суде он вынимает из своих ножен вскоре оказавшийся фальшивым меч короля Грифонхарта, ибо настоящий клинок мог вытащить только истинный наследник короля Эрафии. Лисандер чувствует, что Вортон — самозванец, и решает разоблачить его. На протяжении кампании Лисандер ищет вместе со священником Проэфо и мудрецом Адамусом следы обманщика Вортона и по пути пытается найти законного наследника, который должен стать королём Палаэдры. Рассказ и брифинги кампании ведутся от лица верного оруженосца Лисандера по имени Милтон.
- «Былое величие» (англ. Glory of Days Past). Варвар Тарнум, главный герой игр Heroes Chronicles, обучает своего приёмного сына Вэржака бойцовским навыкам и предупреждает сына, что варвары могут вымереть, так как тысячи из них погибли во время Расплаты и сейчас десятки умирают от голода, когтей хищников или войн друг с другом. Вэржак решается помочь своему народу и в ходе кампании собирает варваров под своим руководством, чтобы создать своё государство: в ходе кампании он сталкивается с двумя кровожадными варварскими вождями Хундриком и Вогелем Спиноломом, которые угрожают его государству. Брифинги кампании ведутся от лица Тарнума. Рассказ ведётся от лица самого Вэржака.
- «Цена мира» (англ. The Price of Peace). Дочь стеклодува Эмилия жила обычной жизнью вплоть до Расплаты, а в день катастрофы только чудом спаслась от гибели и смогла прийти в новый мир. Она собирает выживших людей и создаёт своё королевство под названием Великий Арканум: Эмилию провозглашают королевой и дают ей второе имя Найтхевен (англ. Nightheaven — «Ночные Небеса»). Эмилия пытается защитить своё королевство от Бессмертного короля Гэвина Магнуса (прежде правителя Бракады в Энроте) и джинна Солмира ибн Вали Барада: последний по ходу кампании переходит на сторону Эмилии. Все брифинги и текст в нескольких миссиях ведутся от лица Солмира, в основном рассказ ведётся от лица Эмилии.
- «Элвин и Шаэра» (англ. Elwin and Shaera). В данной кампании повествуется об истории любви двух эльфов — Элвина и Шаэры, живших при Эльфийском дворе королевства Аранорн, образовавшегося на руинах погибшего государства АвЛи. Выдающийся эльфийский военачальник лорд Гарк, завидующий этим героям, пытается разлучить влюблённых и сначала околдовывает, а затем похищает Шаэру. Взбешённый Элвин пытается найти и вернуть свою любимую, а также наказать тех людей, которые не помогли Элвину в трудную минуту. По пути ему предстоит заключать договоры с правителями разных городов и лесов. Брифинги ведутся от лица Шаэры, рассказ — от лица Элвина.
- «Полумёртвый» (англ. Half-Dead). Голдот Полумёртвый — наполовину человек, наполовину мертвец. Ранее он был обычным человеком, но во время Расплаты был серьёзно ранен и половина его тела сгорела и отмерла. Голдот выжил только благодаря заклинанию. В новом мире Голдота провозглашают убийцей и негодяем, «пожирателем детей». Вместе со своим учителем Калибарром он приспосабливается к новому миру и старается вернуть себе доброе имя, но вскоре узнаёт о коварном плане Калибарра создать артефакт, способный уничтожить всё живое во Вселенной, и стремится остановить своего учителя. Брифинги и рассказы ведутся от лица Голдота.
- «Дочь пирата» (англ. A Pirate's Daughter). В данной кампании рассказывается судьба Тауни Балфор — дочери пирата по имени Чёрный Балфор, у которой было тяжёлое детство. Она стремится к славе и мечтает стать влиятельнее своего отца. После его гибели в бою против капитана Свифта она становится капитаном его корабля и начинает великий поход на новые земли. Ей предстоит захватить много городов и взять под контроль всё Золотое Море. В этом ей должен помочь один из моряков-бунтовщиков и сообщников по имени Пит Гирли. Брифинги и рассказы ведутся от лица Тауни Балфор.

## Редактор карт
Картостроительство в Heroes of Might and Magic IV приобрело множество тонкостей по сравнению с предыдущими играми серии, основным из которых является написание собственных скриптов. При этом скрипты создаются при помощи специального вложенного редактора — то есть, редактировать сам исходный код программы нет необходимости. При использовании скриптов возможно кардинальное изменение не только сюжета игры, но и баланса сил, стратегии игры. В частности, условия победы и поражения, чётко определяемые и неизменные в меню карты в редакторе Heroes III, в четвёртой части могут быть совершенно различными, могут меняться по ходу игры и практически зависят только от фантазии и желания создателя карты. Посещение же «квестовых» объектов, а также городов и шахт, если установить событие (например, при входе в объект), может обернуться не только простыми получением-сдачей квеста, но и целым сюжетным приключением. Также важно отметить: возможность создания и управления переменными различных типов, которые обеспечивают разнообразность условий и следствий в игровом процессе, возможность согласовывать события в разных местах карты (в некоторых картах по границе, которую герою должен пересечь, выстраивается целая «стена» невидимых объектов-событий), а также специальные «бомбы», срабатывающие по скрипту и удаляющие объекты, на которых они установлены, прямо во время игры.

## Саундтрек
Официальный саундтрек к Heroes of Might and Magic IV был выпущен компанией 3DO на компакт-дисках в 2002 году. Всю музыку к игре написал Роб Кинг — бессменный композитор предыдущих игр серии — в соавторстве с Полом Ромеро и Стивом Бака. В игре звучат почти все музыкальные композиции, присутствующие на диске с саундтреком. Исключение составляет 11-й трек «Wandering», который не используется в игре. На диске также присутствует музыкальная тема из дополнения Heroes of Might and Magic IV: The Gathering Storm, вышедшего в том же 2002 году.
| №                   | Название                              | Длительность |
| ------------------- | ------------------------------------- | ------------ |
| 1.                  | «The Preserve» (Preserve Town)        | 3:17         |
| 2.                  | «The Last Battle» (End Turn)          | 3:16         |
| 3.                  | «Asylum» (Asylum Town)                | 2:38         |
| 4.                  | «The Academy of Honor» (Academy Town) | 2:14         |
| 5.                  | «Necropolis» (Necropolis Town)        | 3:24         |
| 6.                  | «Castle Stronghold» (Stronghold Town) | 3:11         |
| 7.                  | «The Haven» (Haven Town)              | 2:36         |
| 8.                  | «Valhalla» (Volcanic Lands)           | 3:09         |
| 9.                  | «The Prayer» (Swamp Lands)            | 2:17         |
| 10.                 | «A Wise Tail» (Snow Lands)            | 2:20         |
| 11.                 | «Wandering»                           | 2:32         |
| 12.                 | «Hope» (Dirt Lands)                   | 2:24         |
| 13.                 | «Floating Across Water» (Water Theme) | 2:18         |
| 14.                 | «Searching for a Dream» (Sand Lands)  | 2:33         |
| 15.                 | «Desolation» (Grass Lands)            | 2:34         |
| 16.                 | «The Mountain Song» (Grass Lands)     | 2:01         |
| 17.                 | «Subterranean» (Subterranean Lands)   | 2:28         |
| 18.                 | «Battle I»                            | 4:55         |
| 19.                 | «Battle II»                           | 4:01         |
| 20.                 | «Battle III»                          | 3:28         |
| 21.                 | «Battle IV»                           | 3:33         |
| 22.                 | «Battle V»                            | 4:16         |
| 23.                 | «Battle VI»                           | 4:11         |
| 24.                 | «Credit Theme»                        | 2:05         |
| 25.                 | «The Gathering Storm»                 | 1:14         |
| Общая длительность: | Общая длительность:                   | 1:13:06      |

## Дополнения
К игре было выпущено два небольших дополнения — Heroes of Might and Magic IV: The Gathering Storm и Heroes of Might and Magic IV: Winds of War, которые ставятся поверх оригинальной версии Heroes IV. The Gathering Storm вводит в игру новые кампании и сценарии, артефакты, существ, объекты на карте и героев. Сюжет новых кампаний посвящён противостоянию пяти героев против безумного колдуна Хексиса, управляющего силами Природы и Смерти. Winds of War также добавляет в Heroes IV новые кампании и сценарии, несколько существ и объектов на карте, новых героев, а также значительно улучшает редактор карт игры. По сюжету, действие второго дополнения происходит на северном материке мира Аксеот и фокусируется на могущественном и блистательном королевстве рыцарей — Ченноне, ставшем целью захвата пяти соседних государств.
Winds of War была последней частью всей серии Heroes of Might and Magic, разработанной компанией New World Computing. Впоследствии банкротство компании 3DO привело к продаже франшизы "Меч и магия" компании Ubisoft за 1,3 миллиона долларов.

## Отзывы и критика
| Сводный рейтинг       | Сводный рейтинг                   |
| Агрегатор             | Оценка                            |
| --------------------- | --------------------------------- |
| GameRankings          | 79,82 %                           |
| Metacritic            | 84/100 (18 обзоров)               |
| Иноязычные издания    |                                   |
| Издание               | Оценка                            |
| GameSpot              | 8,8/10                            |
| IGN                   | 9,0/10                            |
| Русскоязычные издания |                                   |
| Издание               | Оценка                            |
| Absolute Games        | Рецензия 1: 95 % Рецензия 2: 95 % |
| «Домашний ПК»         | 90/100                            |
| «Игромания»           | 10/10                             |

Игра заняла второе место в номинации «Лучшая стратегия 2002» журнала «Игромания».
Игру крайне высоко оценил сайт AG.ru: обозреватели Юрий «Yurg» Бушин и Андрей «Zombiek» Шевченко выставили в своих рецензиях одинаковую оценку в 95% («превосходно»). Бушин, в частности, отметил следующие положительные качества новой игры:
- превосходная графика с анимацией и увеличенные размеры игрового поля;
- расширение водных пространств путём включения новых объектов и повышение их роли в играх;
- внедрение героя как отдельного юнита, который может лично сражаться в бою и улучшать свои навыки в каждой партии;
- новая система развития героев (до 20 навыков с пятью степенями мастерства каждый);
- новая система подготовки войск с возможностью управления армиями без героев и героем без армии, внедрение системы караванов (теперь они могли переходить из замка в замок без надобности в героях);
- изменение игровой системы заклинаний (перераспределение заклятий между пятью школами магии и пятью уровнями), которая усилила свою роль в боях;
- новая система боя: переход к изометрической проекции привёл к отказу от гексагональной сетки поля боя в пользу четырёхугольной, а у бойцов появились возможности выбирать тип атаки (ближний бой, дальний бой, магия) и наносить немедленно ответный удар нападающему противнику.

Шевченко в обзоре высказал мнение, что Heroes IV гарантированно станут «лучшей игрой 2002 года» по версии AG и обойдут с запасом игры типа Disciples 2 или Age of Wonders 2. По его мнению, игра заимствовала некоторые элементы от King’s Bounty, вернувшись «к истокам», а продуманный игровой интерфейс стал лучшим с момента выхода Diablo 2, хотя системные требования для игры были вполне высокими по тем временам. Объём включённой анимации с сохранением качества подтверждал отличную работу в графическом плане, также выделялся и саундтрек, включавший как кельтские напевы, так и оперные арии.
Шевченко обратил внимание на выросшую сложность игры: на максимальном уровне игроку приходилось подождать две-три игровых недели перед началом покорения карты, чтобы подготовить личный состав, а AI стал предлагать чаще в боях побеждающему противнику деньги за право отступить. Использование героев как отдельных бойцов открыло для игроков возможность использования двух героев в армии — воина, повышающего характеристики бойцов и участвующего непосредственно в сражениях, и мага, накладывающего заклинания. В боях ворота теперь могли быть разрушены только вручную после приложения усилий со стороны героев, что затягивало осаду, но заставляло игрока лучше продумывать свои ходы. Также в игре была реализована возможность сохранения по ходу боя, чего не было в Heroes III.
Из недостатков Шевченко отметил отсутствие мультиплеера в стартовом релизе, который добавлялся только в патче, и скоротечность кампаний: вместе с миссиями они составляли примерно «пару месяцев только однопользовательской игры». Качество редактора он назвал средним, поскольку система «drag & drop» расстановки объектов оказалась менее удобной по сравнению с «кисточной» из Heroes III: «кисточная» использовалась только для нанесения текстуры земли, а остальные объекты расставлялись только вручную. Из плюсов редактора выделялось большее количество импортируемых событий.

### Комментарии
1. ↑  Здесь и далее использованы русские названия и термины в соответствии официальной локализованной версией игры от компании «Бука»